# شيرمان وايت
شيرمان وايت هو لاعب هوكي الجليد كندي، ولد في 12 مايو 1923 في Cape Tormentine, New Brunswick ‏ في كندا، وتوفي في 29 يناير 1975.

## وصلات خارجية
- شيرمان وايت على موقع دوري الهوكي الوطني (الإنجليزية)
- شيرمان وايت على موقع EliteProspects.com (الإنجليزية)
- شيرمان وايت على موقع HockeyDB.com (الإنجليزية)
- شيرمان وايت على موقع Hockey-Reference.com (الإنجليزية)